# Madalena penitente (La Tour)
Madalena penitente, também conhecida por Madalena com duas velas (La Madeleine aux deux flammes, em francês), é uma pintura a óleo sobre tela pintada c. 1640 pelo pintor francês do período barroco Georges de La Tour e que se encontra actualmente no Metropolitan Museum of Art, de Nova Iorque.
Esta Madalena penitente é uma de pelo menos cinco versões (ver quatro outras em Galeria) que La Tour dedicou a este tema religioso. Foi doado ao MMA pelo casal Wrightsman em 1978, tendo esta obra durante algum tempo sido conhecida por Madalena penitente de Wrightsman
Uma pecadora, talvez mesmo uma cortesã, Maria Madalena foi uma seguidora de Jesus tendo trocado os prazeres da carne por uma vida de penitência e contemplação. Ela é representada junto a um espelho (símbolo de vaidade), a um crânio (mortalidade) e a uma vela que provavelmente representa a espiritualidade.
O estilo de La Tour, que nasceu no ducado de Lorena, no nordeste da França, parece inspirado na pintura de Caravaggio, ainda que se desconheça se La Tour conheceu as pinturas do artista italiano. O contraste entre a luz da vela e a sombra, a geometria pura da forma e o ambiente meditativo caracterizam as pinturas que tornaram La Tour famoso.

## Contexto
A figura de Maria Madalena foi um tema muito popular na pintura europeia do século XVII. Como «pecadora», parecia a antítese de Jesus, que pregava o arrependimento e a reflexão e que renunciou "ao prazer da carne". Devido ao descrito no Novo Testamento, como companheira em vida de Jesus, ela simboliza o poder do perdão e a possibilidade de mudar de uma vida de pecado para uma de santidade, com ênfase na penitência. Na época da Contrarreforma foi usada na Igreja Católica como um exemplo convincente da possibilidade de perdão e de arrependimento.

## Descrição
Maria Magdalena é representada com grande realismo, com um forte contraste entre a luz brilhante da vela e a área na sombra. Típico da obra de La Tour é a composição geométrica, uma técnica simplificada baseada numa paleta de cores limitada e uma forte ênfase nos detalhes. O ambiente de quietude e reflexão é menos dramático que nas obras de Caravaggio, mas igualmente imponente. O silêncio que se depreende na cena emana da luz da vela e da sua reflecção no espelho, representando a vida real e o esclarecimento que conduz à mudança de vida.
Os brincos rejeitados desta pintura são idênticos aos da mulher sentada de frente na pintura Batota com o Ás de Ouros, do Kimbell Art Museum, em Fort Worth, também de La Tour, mais uma vez semelhante à versão existente no Museu do Louvre, segundo Cuzin (1997).
Duas Madalenas são referidas em fontes mais antigas, mas nenhuma pode ser associada a alguma das sobreviventes. Na ausência de provas documentais, a datação das Madalenas de La Tour deve considerar-se especulativa. De acordo com teorias recentes sobre a cronologia do artista, a Madalena Wrightsman deve ser situada por volta de 16400 (Cuzin 1997).

## Outras versões
Era característico do processo criativo de La Tour concentrar-se num tema e fazer diferentes variações sobre o mesmo, muitas vezes tratando o mesmo assunto com alterações significativas na composição e no sentimento.
De la Tour trabalhou em pelo menos cinco versões de María Madalena como figura central, sempre rodeada de objectos e com ênfase na sua transformação espiritual. todas representam a santa sentada, de corpo inteiro, e todas incluem um crânio e uma vela ou uma lâmpada acesa, mas mostram diferentes aspectos da sua vida modificada.
Duas das obras que são quase idênticas encontram-se no Museu do Louvre e no Museu de Arte do Condado de Los Angeles, tendo em ambas os ombros nus e com uma única chama. As outras duas obras também similares estão na Galeria Nacional de Arte de Washington D. C. e no Museu Lorrain de Nancy. Nestas pinturas, Madalena tem uma atitude mais contemplativa com o crânio reflectido no espelho tornando-a claramente mais consciente da mortalidade que este simboliza.

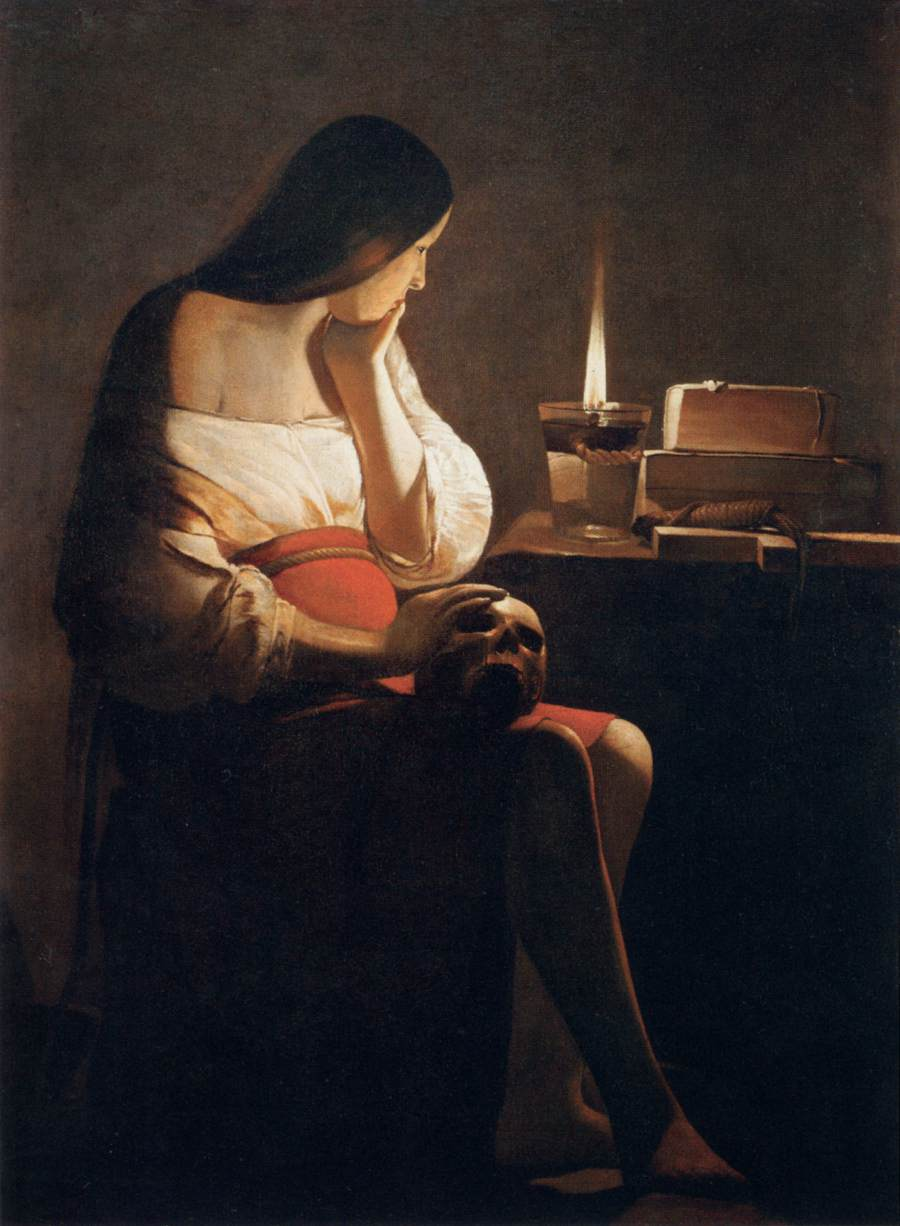
Madalena penitente com vela (c. 1640-45), Museu do Louvre
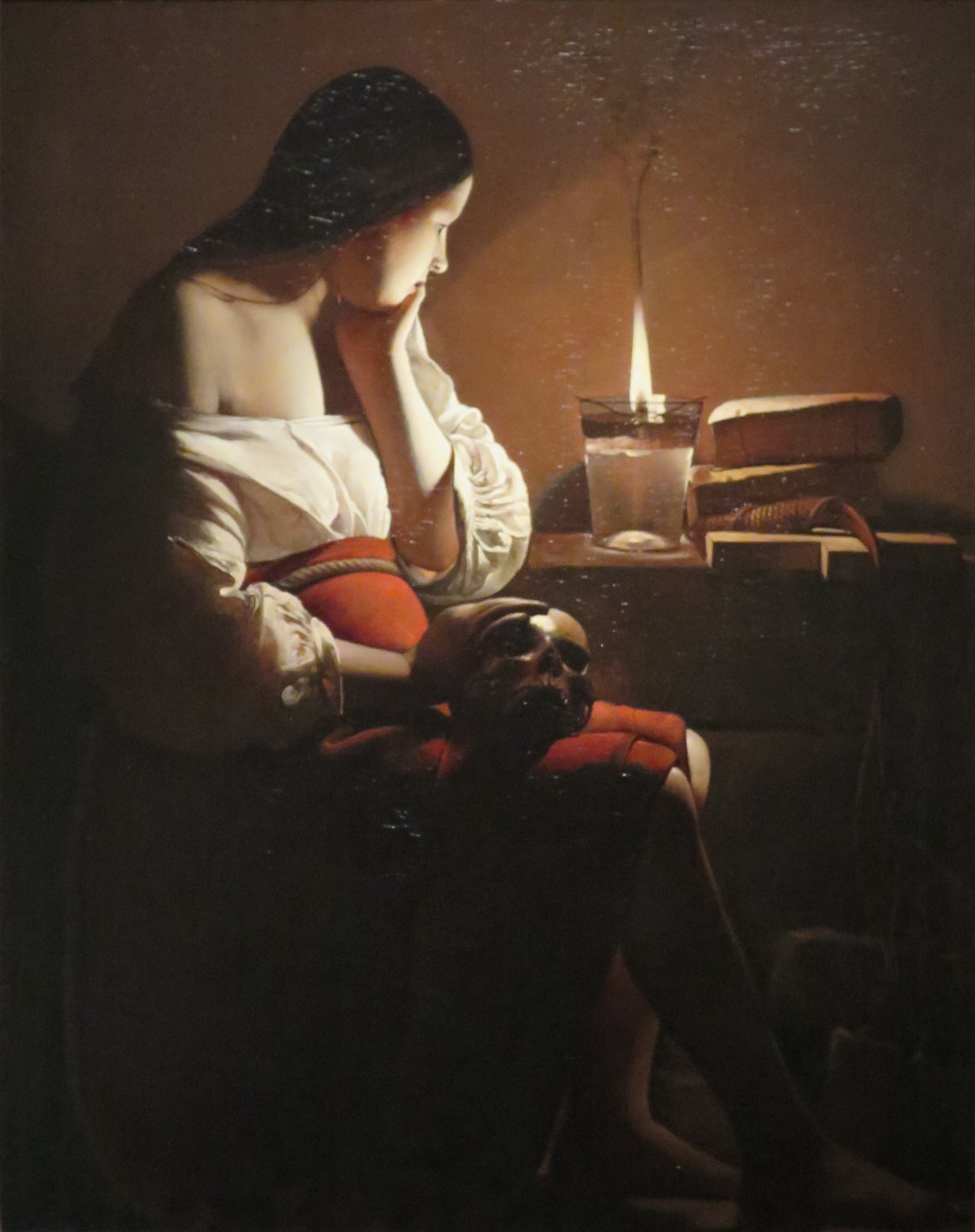
Madalena penitente com vela (c. 1640), Museu de Arte do Condado de Los Ángeles
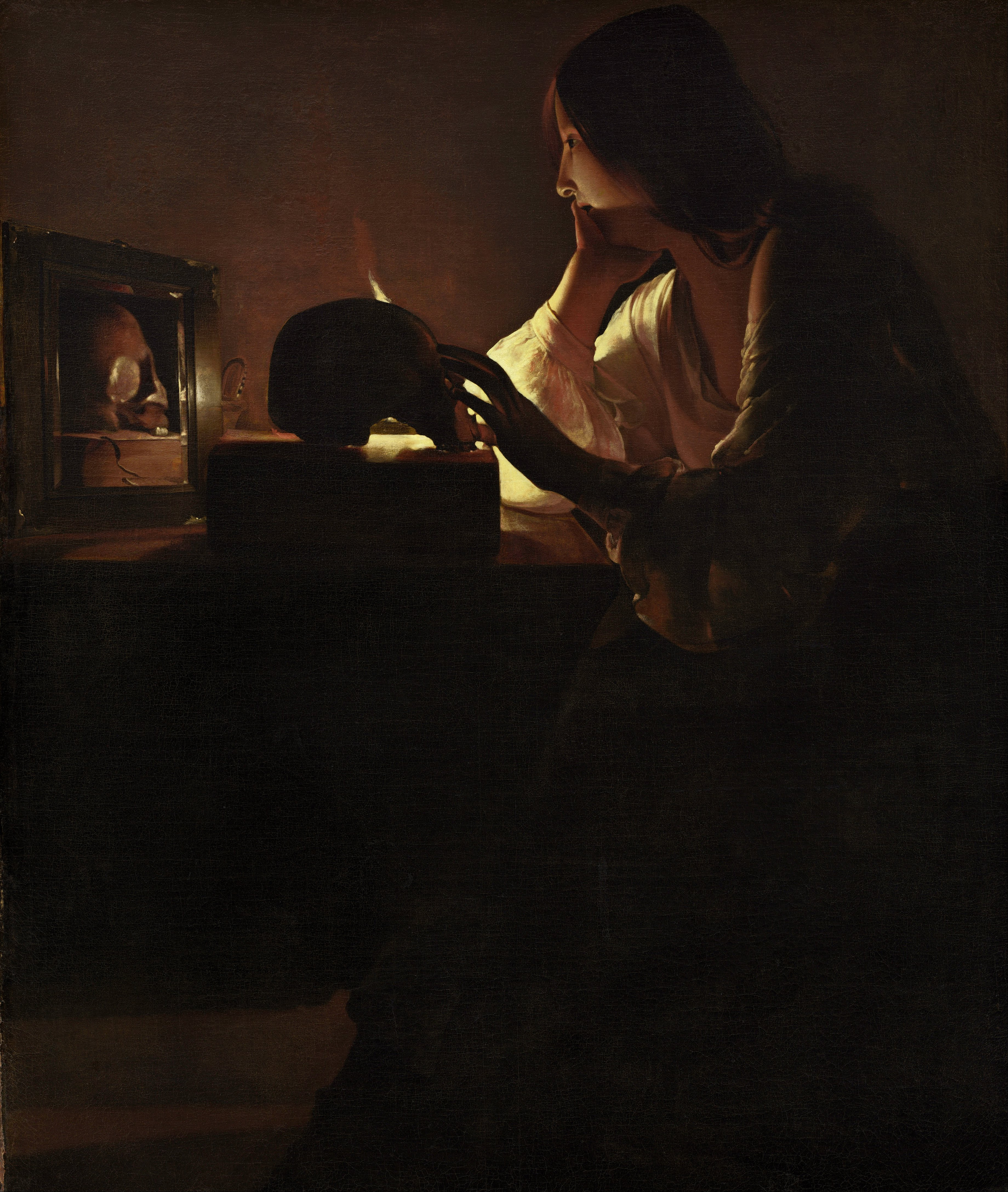
Maria Madalena (c. 1635 - 1640), Galeria Nacional de Arte
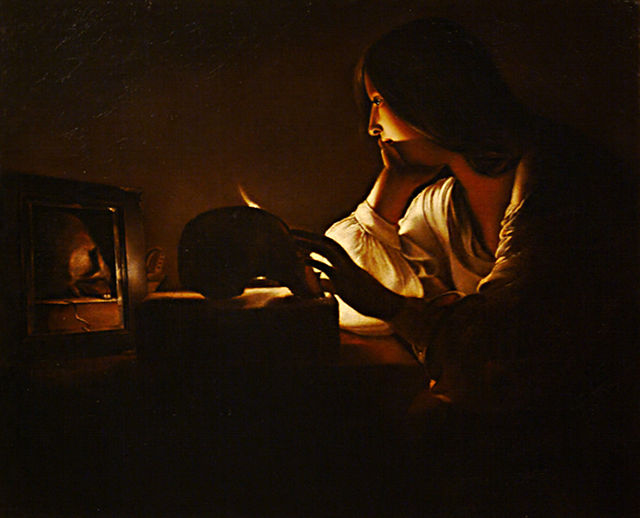
Madalena e o espelho, Museu Lorrain, Nancy

## Bibliografía
- Pariset, François-Georges (1961–1962). «La Madeleine aux deux flammes: Un nouveau Georges de la Tour?"». Bulletin de la Société de l'Histoire de l'Art Français (em francês)